# Tentalaria
Tentalaria is een traditioneel oud-Curaçaos snoepje dat gemaakt wordt van gemalen ongezouten pinda- of cashewnoten met amandelextract en suiker. Het snoepgoed doet het meest denken aan marsepein.
Naast tentalaria behoren ook kokada, koi lechi, kakiña en panseiku tot de traditionele zoetwaren van de Curaçaose keuken, in het Papiaments aangeduid als "kos di boka dushi" of "ko'i dushi". Het is traditie deze snoeperijen te serveren op trouwpartijen en andere speciale gelegenheden. De verkoop hiervan vindt plaats in kraampjes langs de weg of op de markt van Willemstad. Tot in de jaren zestig van de 20ste eeuw liepen vrouwen op straat rond met een bak op het hoofd om snoepgoed te venten. Het bereiden en verkopen van ko'i dushi is voor vrouwen een informele manier van geld verdienen.
In de wijk Jan Thiel ligt de Kaya Tentalaria, een weg vernoemd naar deze lekkernij.